# Isobidesilo
Isobidesilo es un isómero del bidesilo (o bidecilo, hidrocarburo saturado normal que se obtiene tratando el yoduro dicilo normal por el sodio), descubierto por Emil Knoevenagel (célebre de este químico alemán la Condensación de Knoevenagel), que se obtiene añadiendo poco a poco a una disolución de la desoxibenzoína en el alcohol etéreo otra etérea de yodo, y los cristales que se forman cristalizan nuevamente en el alcohol para purificarle, obteniéndose unas agujas fusibles a 160º, muy solubles en el éter y en el alcohol.

## Combinación amorfa
Hervido con clorhidrato de hidroxilamina y potasio o sosa alcohólica, el isobidesilo forma una combinación amorfa, fusible a 110-120°:
- muy soluble en el alcohol y en el éter;
- también en la bencina;
- pero poco o nada en la ligroína.

## Tetrafenilpirrol
Calentando los dos bidesilos isomeros con el amoníaco en disolución alcohólica a 150°, en tubos cerrados, se forma el mismo tetrafenilpirrol, que funde a 212°.